# Atletica leggera ai Giochi della X Olimpiade - 800 metri piani

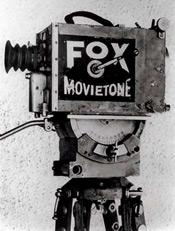
Video della Finale (la gara è mostrata a partire dal minuto 1'46". Dopo la gara Hampson parla)

La competizione degli 800 metri piani di atletica leggera ai Giochi della X Olimpiade si tenne i giorni 1° e 2 agosto 1932 al Memorial Coliseum di Los Angeles.

## L'eccellenza mondiale
| Primatista mondiale     | 1'50"6 1928 | Séraphin Martin  | Presente  |
| Record olimpico: 1928   | 1'51"8      | Douglas Lowe     | Rit. 1929 |
| Primatista stagionale   | 1'50"0      | Benjamin Eastman | Solo 400m |
| Vincitore selezioni USA | 1'52"6      | Edwin Genung     | Presente  |

1. ↑  Fino al 31 luglio.
2. ↑  Non omologabile come record del mondo.

## Risultati

### Turni eliminatori
| 3 Semifinali | 1º agosto | 21 iscritti   | Si qualificano i primi 3. |
| Finale       | 2 agosto  | 9 concorrenti |                           |

### Batterie
| Pos. | Concorrente  | Nazione       | Tempo  |
| ---- | ------------ | ------------- | ------ |
| 1    | Eddie Genung | Stati Uniti   | 1'54"8 |
| 2    | Phil Edwards | Canada        | 1'55"1 |
| 3    | Jack Powell  | Gran Bretagna | 1'55"6 |
| 4    | Cyril Evans  | Nuova Zelanda | 1'56"6 |
| 5    | Paul Martin  | Svizzera      | 1'58"4 |
| 6    | Nestor Gomes | Brasile       | 2'00"5 |
| -    | Jean Keller  | Francia       | Rit.   |

| Pos. | Concorrente            | Nazione     | Tempo  |
| ---- | ---------------------- | ----------- | ------ |
| 1    | Chuck Hornbostel       | Stati Uniti | 1'52"4 |
| 2    | Alex Wilson            | Canada      | 1'52"5 |
| 3    | Otto Peltzer           | Germania    | 1'53"6 |
| 4    | Hjalle Johannesen      | Norvegia    | 1'54"3 |
| 5    | Hermenegildo del Rosso | Argentina   | 1'54"9 |
| 6    | René Morel             | Francia     | 1'55"2 |
| 7    | José Lucílo Iturbe     | Messico     | 1'55"6 |

| Pos. | Concorrente        | Nazione       | Tempo  |
| ---- | ------------------ | ------------- | ------ |
| 1    | Tommy Hampson      | Gran Bretagna | 1'53"0 |
| 2    | Séraphin Martin    | Francia       | 1'53"2 |
| 3    | Ned Turner         | Stati Uniti   | 1'54"0 |
| 4    | Eddie King         | Canada        | 1'54"4 |
| 5    | Max Danz           | Germania      | 1'58"9 |
| 6    | Domingos Puglisi   | Brasile       | 1'59"4 |
| 7    | Miguel Vasconcelos | Messico       | 2'00"0 |

### Finale
Alla partenza i finalisti si devono allineare tutti dietro la linea d'arrivo (non c'è décalage) e si posizionano accovacciati, come nelle corse di velocità. 

Il canadese Phil Edwards si mette davanti al gruppo e lancia la gara a un ritmo forsennato. Alla campanella mantiene un largo vantaggio. Poi il gruppo lo va a prendere. Il connazionale Wilson si mette alle sue costole e lo supera sul rettilineo finale, seguito dal britannico Hampson. Lo sprint finale tra i due è tirato: prevale per due decimi il britannico. Edwards è terzo.
 
Hampson, che vince con il nuovo record mondiale, ha distribuito lo sforzo in maniera uniforme. È passato al primo giro in 54”8 ed ha percorso il secondo in 54”9. Così ha siglato il primo «meno 1'50”» della storia.
| Pos.    | Concorrente      | Età | Nazione       | Tempo  |
| ------- | ---------------- | --- | ------------- | ------ |
| Oro     | Tommy Hampson    | 24  | Gran Bretagna | 1'49"7 |
| Argento | Alex Wilson      | 26  | Canada        | 1'49"9 |
| Bronzo  | Phil Edwards     | 24  | Canada        | 1'51"5 |
| 4       | Eddie Genung     | 24  | Stati Uniti   | 1'51"7 |
| 5       | Ned Turner       | 19  | Stati Uniti   | 1'52"5 |
| 6       | Chuck Hornbostel | 20  | Stati Uniti   | 1'52"7 |
| 7       | Jack Powell      | 21  | Gran Bretagna | 1'53"0 |
| 8       | Séraphin Martin  | 26  | Francia       | 1'53"6 |
| 9       | Otto Peltzer     | 32  | Germania      | 1'55"0 |